# 王鍾翰
王鍾翰（1913年5月25日—2007年12月12日），中国清史专家。

## 生平
1913年出生于湖南省東安縣，於1934年—1940年在燕京大學就讀本科及碩士研究生，師從鄧之誠和洪業（洪煨莲）。后担任中央民族大學歷史學教授。

## 著作
主要論文有《清世宗夺嫡考实》《胤祯西征纪实》《满族在努尔哈齐时代的社会经济形态》《皇太极时代满族向封建制的过渡》等。后結集出版《清史雜考》《清史新考》《清史续考》《清史余考》《清史補考》五部論文集。又輯錄了《朝鲜李朝实录中之女真史料选编》，獨力校注《清史列傳》，校訂《清鑒易知錄》，校讀《道咸以來朝野雜記》，參與點校《清史稿》，主编《中国民族史》。